# 寿司下駄

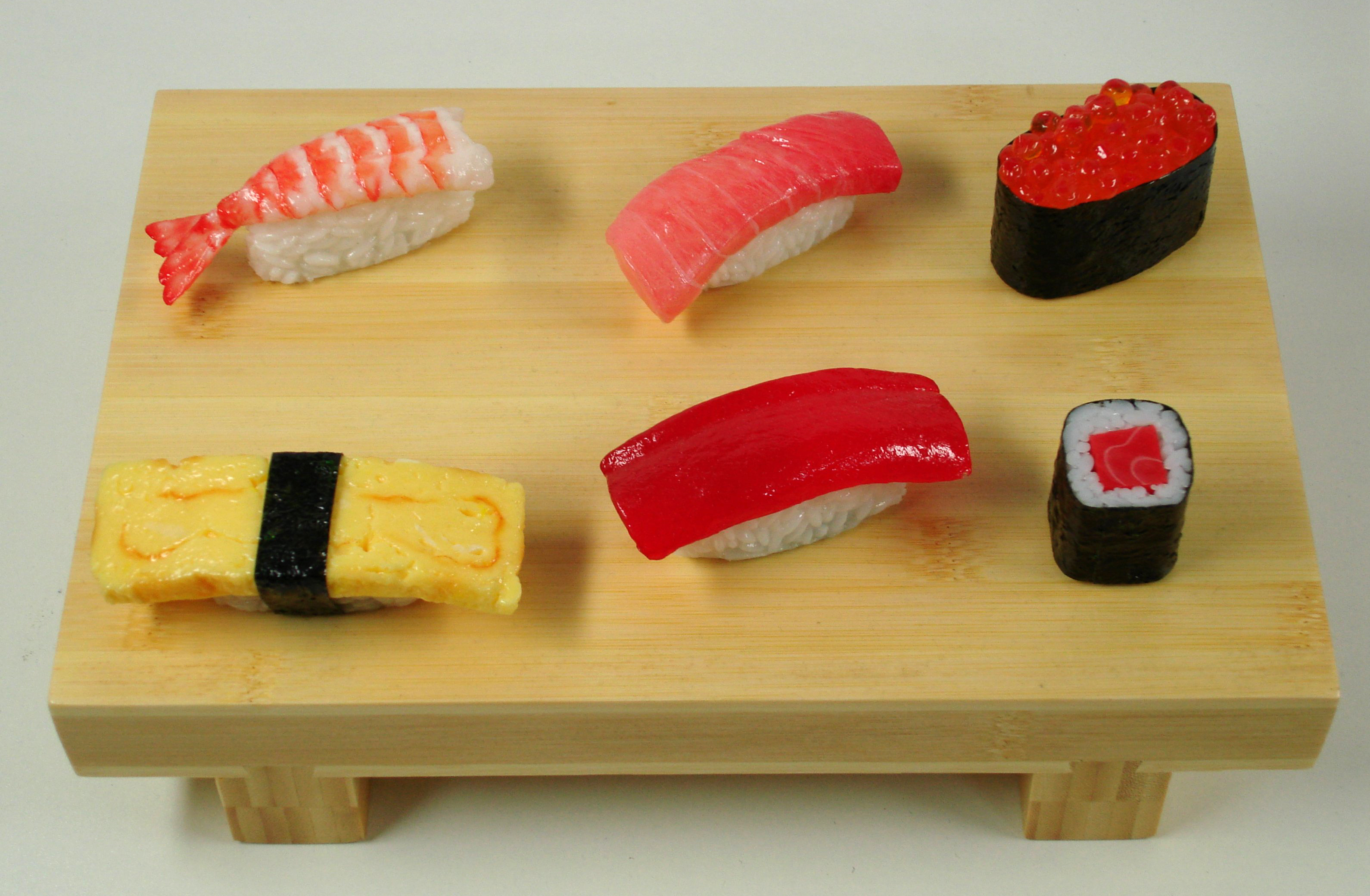
寿司下駄に載せられた寿司模型

寿司下駄（すしげた）は寿司を盛る木製の台。寿司台、寿司盛台ともいうが、寿司職人は慣例的にゲタと呼ぶ。足のついていないものは盛り板と呼ぶ。一般に、一人前を盛りつけるには8寸（幅24cm、奥行き15cm、高さ6cmぐらい）のものが用いられてきた。
木材は白木の柾目のものが好まれてきた。柾目取りされた木には、板目よりも調湿効果があり、寿司桶や御櫃（おひつ）などにも使われている。